# Josef von Eichhoff
Josef von Eichhoff (23. října 1822 Mohuč – 17. listopadu 1897 Štýrský Hradec) byl rakouský šlechtic a politik německé národnosti z Moravy, v 2. polovině 19. století poslanec Říšské rady.

## Biografie
Byl jediným synem prezidenta dvorské komory Petera Josefa von Eichhoff, který pocházel ze západoněmeckého Bonnu a roku 1836 vstoupil mezi rakouskou šlechtu. Měl starší sestru Elisu (1819–1878), která se roku 1838 provdala za uherského politika Jánose Lájose Dercsényiho (1802–1863), který byl rok po svatbě povýšen do dědičného stavu uherského barona.
Josef vlastnil statky Čekyně a Rokytnice na Přerovsku. V roce 1872 byl jmenován tajným radou. Většinou bydlel ve Štýrském Hradci. Rodové sídlo ovšem bylo v Rokytnici na Moravě.  
Po obnovení ústavní vlády se zapojil do politiky. Od roku 1861 byl poslancem Moravského zemského sněmu za kurii velkostatkářskou, II. sbor. Zemský sněm ho 24. března 1863 delegoval i do Říšské rady (tehdy ještě volené nepřímo) za Moravu (kurie velkostatkářská). 17. června 1863 složil slib. Opětovně byl zemským sněmem do Říšské rady delegován v roce 1867, 1870 a 1871. Uspěl i v prvních přímých volbách do Říšské rady roku 1873, opět za velkostatkářskou kurii na Moravě. Na Říšské radě patřil k provídeňsky a centralisticky orientované Straně ústavověrného velkostatku, odmítající federalistické aspirace neněmeckých etnik. Po delší dobu působil jako předák liberální Strany středu. Za vlády Eduarda Taaffeho se vzdal postu předáka německých liberálů na Moravském zemském sněmu. Národní listy ho označovaly jako německého ústaváckého barona a připisovaly mu citát: „My Němci nejsme sice většinou obyvatelstva, ale my musíme míti většinu v parlamentě.“ 1. listopadu 1892 se stal členem Panské sněmovny (jmenovaná horní komora Říšské rady).
V říjnu 1843 si vzal za manželku Marii hraběnku Hohenwart, sestru pozdějšího předlitavského předsedy vlády Karla von Hohenwarta, který tak byl jeho švagrem. Jeho dcera Klára se roku 1877 provdala za Alfonse Aichelburga.
Zemřel v listopadu 1897.